# Contea di Washington (Rhode Island)
La contea di Washington (in inglese Washington County) è una contea del sud-ovest del Rhode Island negli Stati Uniti. Il capoluogo è tradizionalmente South Kingstown.

## Geografia fisica
La contea confina a nord con la contea di Kent, a est si affaccia sulla baia di Narragansett che la separa dalla contea di Newport, a sud si affaccia sul Block Island Sound ed ha un confine marittimo con la contea di Suffolk dello Stato di New York, a ovest confina con la contea di New London del Connecticut. In termini di superficie, è la contea più grande del Rhode Island.
Il territorio è pianeggiante ed è in larga parte drenato dal fiume Pawcatuck e dai suoi affluenti Wood, Beaver e Queen. Il Pawcatuck è l'emissario del lago Worden Pond in cui sfocia il fiume Chipuxet. Il Pawcatuck segna parte del confine con il Connecticut prima di sfociare nel Block Island Sound con un ampio estuario. Nel sud della contea vi sono ampie zone umide. Della contea fa parte l'isola di Block, posta nell'Oceano Atlantico.

## Storia
Il fiume Pawcatuck ha storicamente segnato il confine occidentale della Colonia di Rhode Island. La contea fu fondata nel 1729 e fu denominata King's County fino al 1781 quando assunse il nome attuale in onore di George Washington. In origine, quest'area della colonia era chiamata Narragansett Country, dall'omonima tribù di questa zona.

## Comuni
La contea è suddivisa in nove comuni (town):
- Charlestown - town
- Exeter - town
- Hopkinton - town
- Narragansett - town
- New Shoreham - town
- North Kingstown - town
- Richmond - town
- South Kingstown - town
- Westerly - town

### Riserva indiana
Nel territorio della città di Charlestown è compresa una riserva di nativi americani Narrangansett.